# Darrell Issa
Darrell Edward Issa, né le 1er novembre 1953 à Cleveland (Ohio), est un homme politique américain membre du Parti républicain. Représentant fédéral du 49e district de Californie entre 2001 et 2019, il est à l'origine du Research Works Act.
En 2021, il redevient représentant fédéral après l'élection de 2020 mais cette fois du 50e district de Californie puis du 48e district de Californie en 2023.

## Biographie

### Jeunesse et carrière professionnelle
Originaire de Cleveland dans l'Ohio, Darrell Issa quitte le lycée pour rejoindre l'armée de terre des États-Unis.
Diplômé du Siena Heights College en 1976, il fonde une compagnie de produits électroniques.
En 1986, il déménage à Vista en Californie du Sud, où il fait fortune dans les alarmes de voiture. Il devient un important donateur du Parti républicain.

### Carrière politique
En 1998, il se présente aux élections sénatoriales, s'il dépense 9,8 millions de dollars de sa fortune personnelle, il perd la primaire républicaine face à Matt Fong.
Lors des élections de 2000, Issa est élu à la Chambre des représentants des États-Unis avec 61,4 % des suffrages, devançant largement son plus proche adversaire le démocrate Peter Kouvelis (28,3 %). Il représente une circonscription historiquement conservatrice, qui comprend de riches banlieues entre Los Angeles et San Diego. Réélu avec 77,2 % des voix en 2002, sans opposant démocrate, il est par la suite facilement reconduit tous les deux ans, avec des scores compris entre 58 % et 64 % des suffrages. Depuis son élection, il est considéré comme l'un des élus les plus riches de la Chambre des représentants,.
Sous la présidence de Barack Obama, Issa dirige la commission de la Chambre des représentants sur la Surveillance et la réforme du gouvernement. À ce poste, il supervise notamment les auditions sur l'opération Fast and Furious, le scandale de l'Internal Revenue Service de 2013, accusé de se concentrer sur des groupes conservateurs, ou encore l'attaque du consulat américain de Benghazi,,.
Lors des primaires présidentielles de 2016, il soutient d'abord Marco Rubio avant d'apporter son soutien à Donald Trump. Lors des primaires de Californie, Issa ne réunit que 51 % des voix, ne devançant que de peu le démocrate Doug Applegate,. De nombreux médias expliquent ce faible score par l'impopularité de Trump dans sa circonscription,, de plus en plus jeune et hispanique. En novembre 2016, il est réélu de justesse avec moins d'un point d'avance sur Applegate tandis qu'Hillary Clinton remporte le district avec 8 points d'avance sur Trump.
Le 10 janvier 2018, alors qu'il est considéré comme l'un des élus républicains les plus en danger du Congrès, il annonce qu'il ne sera pas candidat à sa réélection en novembre dans le 49e district. Selon la presse, il considère cependant une candidature dans le 50e district voisin, plus conservateur, où le républicain sortant Duncan D. Hunter est accusé d'avoir violé des règles d'éthique. Issa n'est finalement pas candidat en 2018. Hunter finit toutefois par démissionner et Issa se présente à la succession de celui-ci au printemps 2020. Durant la campagne, il est notamment en concurrence avec le républicain Carl DeMaio, les deux hommes s'accusant de mensonges et Issa faisant diffuser des publicités mettant en avant l'homosexualité de DeMaio. Issa arrive en deuxième position de la primaire avec 23 % des voix, derrière le démocrate Ammar Campa-Najjar (37 %) mais devant son concurrent républicain (20 %).

## Sources
- (en) Cet article est partiellement ou en totalité issu de l’article de Wikipédia en anglais intitulé « Darrell Issa » (voir la liste des auteurs).

1. ↑  (en) « Rep. Darrell Issa, R-Calif. », sur Roll Call (consulté le 6 janvier 2017).
2. 1 2  (en) Elena Scheider et John Bresnahan, « California Republican Darrell Issa to retire », sur politico.com, 10 janvier 2018 (consulté le 16 janvier 2018).
3. ↑  (en) « ISSA, Darrell, (1953 - ) », sur bioguide.congress.gov (consulté le 16 janvier 2018).
4. 1 2 3  (en) Sarah D. Wire et Christine Mai-Duc, « Issa becomes second California Republican to announce retirement as Democrats look to reclaim House », sur latimes.com, 10 janvier 2018 (consulté le 16 janvier 2018).
5. 1 2 3 4 5 6 7  (en) Ryan Lizza, « The Trumping of Darrell Issa », sur newyorker.com, 31 août 2016 (consulté le 16 janvier 2018).
6. 1 2 3  (en) « Rep. Darrell Issa, R-Calif. », sur media.cq.com (consulté le 16 janvier 2018).
7. 1 2 3 4  (en) Emmarie Huetteman, « A Close Race for Darrell Issa, the House Mini-Trump », sur nytimes.com, 27 octobre 2016 (consulté le 16 janvier 2018).
8. 1 2 3  (en) Eric Bradner, « Rep. Darrell Issa to retire, handing Democrats another big pick-up opportunity in California », sur edition.cnn.com, 10 janvier 2018 (consulté le 16 janvier 2018).
9. 1 2  (en) Steve Walsh, « Republican firebrand Darrell Issa in surprisingly tight race with Applegate », sur scpr.org, 13 octobre 2016 (consulté le 16 janvier 2018).
10. ↑  (en) Scott Wong et Katie Bo Williams, « Exclusive: Issa mulls running in neighboring district », sur thehill.com, 11 janvier 2018 (consulté le 16 janvier 2018).
11. ↑  (en) Julie Watson, « Darrell Issa advances to runoff in California House race », sur pressdemocrat.com, The Press Democrat, 11 mars 2020 (consulté le 8 mai 2020).